# Шаллер (Айова)
Шаллер (англ. Schaller) — місто (англ. city) в США, в окрузі Сак штату Айова. Населення — 729 осіб (2020).

## Географія
Шаллер розташований за координатами 42°29′48″ пн. ш. 95°17′47″ зх. д. / 42.49667° пн. ш. 95.29639° зх. д. (42.496531, -95.296271).  За даними Бюро перепису населення США в 2010 році місто мало площу 3,26 км², уся площа — суходіл.

## Демографія
Згідно з переписом 2010 року, у місті мешкали 772 особи в 318 домогосподарствах у складі 208 родин. Густота населення становила 237 осіб/км².  Було 341 помешкання (105/км²).
Расовий склад населення:
| - 93,5 % — білих - 0,3 % — азіатів - 0,1 % — вихідців з тихоокеанських островів - 0,1 % — корінних американців - 0,1 % — чорних або афроамериканців - 3,0 % — осіб інших рас |

До двох чи більше рас належало 2,8 %. Частка іспаномовних становила 9,6 % від усіх жителів.
За віковим діапазоном населення розподілялося таким чином: 27,2 % — особи молодші 18 років, 56,0 % — особи у віці 18—64 років, 16,8 % — особи у віці 65 років та старші. Медіана віку мешканця становила 38,8 року. На 100 осіб жіночої статі у місті припадало 96,9 чоловіків;  на 100 жінок у віці від 18 років та старших — 94,5 чоловіків також старших 18 років.
Середній дохід на одне домашнє господарство  становив 52 552 долари США (медіана — 41 875), а середній дохід на одну сім'ю — 62 520 доларів (медіана — 52 667). Медіана доходів становила 41 063 долари для чоловіків та 28 250 доларів для жінок. За межею бідності перебувало 8,1 % осіб, у тому числі 7,6 % дітей у віці до 18 років та 6,5 % осіб у віці 65 років та старших.
Цивільне працевлаштоване населення становило 399 осіб. Основні галузі зайнятості: виробництво — 19,5 %, освіта, охорона здоров'я та соціальна допомога — 17,0 %, роздрібна торгівля — 12,0 %, мистецтво, розваги та відпочинок — 11,8 %.